# Basilius Hidber
Basilius Hidber (* 23. November 1817 in Mels; † 17. Juli 1901 in Bern; heimatberechtigt in Mels) war ein Schweizer Historiker, der sich mit Schweizer und Berner Geschichte befasste und mit Diplomatik.

## Leben
Hidber absolvierte die Kantonsschule St. Gallen. Er studierte Philologie und Geschichte an den Universitäten Bern, Jena und Leipzig. Er arbeitete als Deutsch- und Geschichtslehrer. 1847 bis 1872 war er Lehrer an der Industrie- und Kantonsschule Bern. Hidber wurde 1857 in Heidelberg promoviert und 1861 in Bern habilitiert. 1868 wurde er ausserordentlicher, 1870 ordentlicher Professor für Schweizergeschichte und Historische  Hilfswissenschaften an der Universität Bern, auf einen damals neu geschaffenen Lehrstuhl. 1895 wurde er emeritiert.
Er war 1832 einer der Gründer der Schweizerischen Studentenverbindung Helvetia und 1842 des oberaargauischen Sekundarlehrervereins.
Sein Neffe war der Schullehrer und Politiker Ferdinand Hidber.

## Schriften
- (als Herausgeber): Schweizerisches Urkundenregister, 3 Bände, 1863 bis 1877, Digitalisat der Beilage Schweizerische Urkunden, Bern 1873
- Schweizergeschichte für Schule und Volk, 2 Bände, 1882, 1888
- Kampf der Walliser gegen ihre Bischöfe, Bern 1875, Digitalisat
- Frankreich und die Schweiz, Bern 1871, Digitalisat
- Gesammelte kleinere historische Aufsätze, Bern 1864, Digitalisat
- Die Schweizer in Italien und der bernische Feldhauptmann Albrecht vom Stein, Bern 1860, Digitalisat
- Adrian von Bubenberg: Lebens- und Charakterbild eines bernischen Helden aus dem fünfzehnten Jahrhundert, mit Rücksicht auf Cultur und Sitten jener Zeit, Bern 1859